# Apocalipsis sexual
Apocalipsis sexual, també coneguda com a Apocalipse sexual, és una pel·lícula de drama eròtic-pornogràfic hispano-italiana del 1982 dirigida per Carlos Aured i Sergio Bergonzelli. Hi ha dues versions, una més "soft" de 74 minuts i la definitiva de 90 minuts.

## Sinopsi
Una parella de depravats sexuals que passa el temps practicant el sexe entre ells i cometent petits robatoris rapta Muriel, una jove de família benestant que és verge, per tal de fer xantatge a la seva família. Aviat, els interessos econòmics es barrejaran amb els sexuals. Excitats per la virginitat de la jove, els segrestadors abusen constantment d'ella i la introdueixen en els seus depravats jocs sexuals. Però finalment Muriel s'enamora del líder de la banda i vol unir-se a ells, cosa que donarà lloc a una cadena de gelosia, traïcions i, a la llarga, morts

## Repartiment
- Ajita Wilson: Liza
- Ricardo Díaz: Clark
- Kati Ballari: Muriel
- Lina Romay: Ruth
- Emi Basallo: Tania
- José Ferro: Antonio
- Alfonso Castizo
- Carlos Aured

## Producció
Produïda per Pepe Sánchez Vaquero, la direcció s'acredita realment a Carlos Aured, tot i que en realitat va ser dirigida íntegrament per Bergonzelli. El director també fa el paper d'un metge: tal com va dir el mateix director, l'elecció va recaure en ell perquè en aquells anys va intentar estalviar-se en tot per a la producció de pel·lícules d'aquest tipus.